# Johann Nigemann
Johann Nigemann (bl. 1470 – 1489) war Sekretär des Hansekontors in Bergen, später Ratssekretär der Hansestadt Rostock.

## Leben
Nigemann studierte wohl ab 1470 an der Universität Rostock. Nach einer Zäsur nach dem Ausscheiden des bisherigen Sekretärs des Bergener Kontors Hinrich Sommernat im Jahr 1467 beglaubigte der Bischof von Bergen Hans Teiste am 1. September 1475 eine Urkunde des Königs Christian I. aus dem Jahr 1471, die ihm seitens des Kontors auf der Bryggen durch einen Ältermann des Kontors der Bergenfahrer, einen Beisitzer des Kontors und Johann Nigemann als dessen Sekretär vorgelegt wurde. Bereits am 9. Oktober 1475 wurde Nigemann mit zwei weiteren Vertretern des Kontors nach Lübeck gesandt, um dort über Missstände im Bergener Kontor Bericht zu erstatten. Auch an dem Hansetag im Juni 1476 in Lübeck nahm er gemeinsam mit zwei Älterleuten des Kontors teil und schloss am 10. Juli 1476 in Lübeck ein Abkommen zwischen dem Kontor und den deutschen Ämtern in Bergen. Nach Norwegen selbst kehrte er nicht zurück, war aber im September 1476 noch an einem Vergleich des Deutschen Kaufmanns in Bergen mit den Städten der Zuiderzee in Bremen beteiligt, allerdings schon ohne die Amtsbezeichnung „Sekretär“. Nigemann wurde am 27. Juli 1477 bereits als Rostocker Ratssekretär und wenig später als ehemaliger Sekretär des Kontors in Bergen bezeichnet. Sein Nachfolger als Sekretär in Bergen wurde 1478 der Lübecker Theodericus Brandes.
Nigemann erscheint in den Hanserezessen 1480 noch als Ratssekretär, und möglicherweise in der Rostocker Domfehde im Februar 1489 dann als  Hochschullehrer der Universität Rostock in einer Delegation bei Bischof Konrad Loste.